# آردژیدابا
آردژیدابا (به لاتین: Ardzhidada) یک منطقهٔ مسکونی در روسیه است که در شهرستان کومترکالینسکی واقع شده‌است.